# ケストリーノス
ケストリーノス（古希: Κεστρῖνος, Kestrīnos）は、ギリシア神話の人物である。長母音を省略してケストリノスとも表記される。トロイアの王プリアモスの子ヘレノスとアンドロマケーの子で、モロッソス、ピエロス、ペルガモスと異父兄弟。

## 神話
トロイア陥落後、ネオプトレモスはアンドロマケーとヘレノスを伴ってエーペイロス地方に移住し、ヘルミオネーと結婚した。しかしヘルミオネーとの間に子供はなく、アンドロマケーとの間にモロッソス、ピエロス、ペルガモスの3子をもうけた。その後、ネオプトレモスがオレステースに殺されると、アンドロマケーはヘレノスと結婚し、ケストローノスを生んだ。ヘレノスは死に際してモロッソスに王位を与えたため、ケストリーノスは一部のエーペイロス人を率いてテュアミス川を渡った北方の地に移住し領地として得た。その地はケストリーノスにちなんでケストリネーと呼ばれた。